# Dan Brown
Dan Brown (Exeter, Nou Hampshire, 22 de juny de 1964) escriptor estatunidenc de novel·les, entre elles, la polèmica El Codi Da Vinci. Va créixer envoltat per les filosofies paradoxals de la ciència i de la religió. Les novel·les de Brown s'han traduït i publicat en més de 35 idiomes. Brown va nàixer i va créixer a Exeter, Nou Hampshire. És el més gran de dos germans. La seva mare és una professional de la música, i tocava l'orgue en una església. El seu pare Richard G. Brown ensenyava matemàtiques superiors a l'Acadèmia Phillips d'Exeter. Dan Brown es va graduar a l'Amherst College i a l'Acadèmia Phillips d'Exeter, on va fer de professor d'anglès abans de dedicar-se a temps complet a escriure novel·les. El 1996, el seu interès pels codis i les agències secretes estatals el van portar a escriure la seva primera novel·la, La Fortalesa Digital, tot i que no va ser publicada fins que ja va ser un autor famós. Va passar molt de temps al museu del Louvre recollint documentació per incloure-la a El codi Da Vinci, un llibre de gran èxit als Estats Units i a la resta del món.

## Obres
- La Fortalesa Digital, 1998
- Àngels i dimonis, 2000
- El gran engany, 2001
- El codi Da Vinci, 2003
- El Símbol Perdut, 2009
- Inferno, 2013
- Origen, 2017